# Руис Ривера, Даниэль
Даниэль Фелипе Руис Ривера (исп. Daniel Felipe Ruiz Rivera; род. 30 июля 2001, Богота) — колумбийский футболист, полузащитник клуба «ЦСКА» и сборной Колумбии.

## Клубная карьера
Руис — воспитанник клуба «Форталеса Сипакира». 7 октября 2018 года в матче против «Депортес Киндио» он дебютировал в колумбийской Примере B. 14 ноября 2020 года в поединке против «Льянерос» Даниэль забил свой первый гол за «Форталеса Сипакира». В начале 2021 года Руис перешёл в «Мильонариос». 16 января в матче против «Энвигадо» он дебютировал в Кубке Мустанга. 20 июня в матче против «Депортес Толима» Даниэль забил свой первый гол за «Мильонариос». 
В начале 2023 года Руис на правах аренды перешёл в бразильский «Сантос». 16 февраля в поединке Лиги Паулиста против «Санту-Андре» Даниэль дебютировал за основной состав. 16 апреля в матче против «Гремио» он дебютировал в бразильской Серии A. По окончании аренды игрок вернулся в Мильонариос. 

## Международная карьера
В 2023 году в составе олимпийской сборной Колумбии Руис принял участие в домашних Панамериканских играх. На турнире он сыграл в матчах против команд Гондураса, Бразилии, США и Уругвая. В поединке против гондурасцев Даниэль забил гол.
29 января 2023 года в товарищеском матче против сборной США Руис дебютировал за сборную Колумбии.